# Jardim do Seridó
Jardim do Seridó es un municipio brasileño en el interior del estado de Río Grande del Norte. Perteneciente a la Microrregión del Seridó Oriental y Mesorregión Central Potiguar, se localiza al oeste de la capital del estado, distando de esta cerca de 224 km. Ocupa un área de 368,643 km² y su población era en el año 2010 de 12113 habitantes, por el Instituto Brasileño de Geografía y Estadística.
Localizada entre el Meseta de la Borborema y la Chapada del Apodi, el municipio tiene una temperatura media anual de 27,5 °C y la caatinga es la vegetación predominante. Su Índice de Desarrollo Humano (IDH) es de 0,722, considerando como medio por el Programa de las Naciones Unidas para el Desarrollo (PNUD).